# André Baugé
André Baugé, nato André Gaston Baugé, (Tolosa, 4 gennaio 1893 – Clichy, 25 maggio 1966), è stato un baritono e attore francese.

## Biografia
Nel 1917, come primo baritono all'Opéra-Comique di Parigi. Nel 1920, cantò nelle operette al Théâtre Trianon ed al Théâtre du Châtelet (portando al successo nel 1935 l'operetta Au soleil du Mexique di Maurice Yvain).
Egli è anche l'autore del libretto dell'opera buffa in tre atti e quattro quadri "Beaumarchais", con musiche di Rossini, arrangiata ed adattata da Eugène Cools (1877-1936), messa in scena al Théâtre des Variétés a Marsiglia nel 1931 (edizione Max Eschig).

## Filmografia
- La Fleur des Indes, regia di Théo Bergerat (1921)
- Petit officier... Adieu!, regia di Geza Von Bolvary (1930)
- La route est belle, regia di Robert Florey (1930)
- Un caprice de la Pompadour di Willi Wolf e Joe Hamman (1930)
- Le Petit café, regia di Ludwig Berger (1931)
- La Ronde des heures, regia di Alexandre Esway (1931)
- Pour un sou d'amour, regia di Jean Grémillon (1932)
- La forge, regia di Jean de Size – cortometraggio (1933)
- L'Ange gardien, regia di Jean Choux (1933)
- Le Barbier de Séville, regia di Hubert Bourlon e Jean Kemm (1933)
- La Fille de madame Angot, regia di Jean-Bernard Derosne (1935)
- Le Roman d'un jeune homme pauvre,  regia di Abel Gance (1935)
- La Route heureuse, regia di Georges Lacombe (1935)

## Teatro
- 1959 - Les croulants se portent bien di Roger Ferdinand, messa in scena da Robert Manuel, Théâtre Michel